# پروانه روی دیوار
پروانه روی دیوار نام یکی از آثار علی دیواندری نقاش و کارتونیست معاصر ایرانی است که اولین نسخهٔ آن در سال ۱۹۸۸ طراحی شد. اجرای دیگری از این اثر در سال ۱۹۹۲ در کاتالوگ جشنوارهٔ سیماوی چاپ شد و اجرای نهایی آن با راپید روی مقوا در سال ۱۹۹۹ توسط این هنرمند به اتمام رسید و توانست جایزهٔ بزرگ جشنوارهٔ بین‌المللی کاریکاتور اکسپو ۲۰۰۰ آلمان را نصیب خود کند. جان دپوند موز (به فرانسوی: John Depond Moïse)، پدر کاریکاتور مدرن فرانسه، در جریان داوری این نمایشگاه به عنوان رئیس جلسهٔ هیئت داوران دربارهٔ این اثر می‌گوید:
هنرمند در این کار، جسم فوق‌العاده سبک پروانه را با دیواری سنگین روبرو می‌کند و همان وزن کم پروانه برای فروپاشی کامل این دیوار آجری کافی است. این اثر به وضوح نشان می‌دهد که بی‌نهایت واکنش زنجیروار در پی خواهد آمد و منجر به حادثه‌ای غیرقابل پیش‌بینی خواهد شد.
این اتفاق به‌طور خلاصه توسط یک ضرب‌المثل قدیمی که نمونه‌اش، به اعتقاد من، در همهٔ زبان‌ها و در همهٔ تمدن‌ها یافت می‌شود، به روشنی بیان شده‌است: اثرات کوچک باعث تحولات عظیم خواهد شد

نسخهٔ اصلی این کارتون توسط انستیتو گوته (به آلمانی: Goethe Institut) خریداری شده و در هانوفر آلمان نگهداری می‌شود. این اثر همچنین جایزهٔ ویژهٔ بیستمین مسابقهٔ بین‌المللی کاریکاتور «نصرالدین هوجا» ترکیه در سال ۲۰۰۰ و جایزهٔ سوم اولین جشنوارهٔ بین‌المللی کاریکاتور «لنگ مو» چین را در سال ۲۰۰۲ از آن خود کرده و در کتب و نشریات زیر به چاپ رسیده‌است:
- کتاب لبخند بزن مونالیزا، انتشارات روزنه، سال ۱۳۸۰، ص ۹۵.
- کتاب Uluslararası Nasreddin Hoca Karikatür Yarışması، چاپ ترکیه، سال ۲۰۰۰، ص ۲۵.
- کتاب Карикатурум, Сибирь-surGUT، چاپ روسیه، سال ۲۰۰۱، ص ۳۰.
- کتاب X Simavi International Cartoon Competition، چاپ ترکیه، سال ۱۹۹۲، ص ۱۳۵.
- کتاب Yüzyılın Karikatürü، چاپ ترکیه، سال ۲۰۰۰، ص ۱۴۷.
- کتاب Humankind and Energy، چاپ آلمان، سال ۲۰۰۰، ص ۸۰.
- کتاب 2002 Best World Cartoons، چاپ چین، سال ۲۰۰۲، ص ۱۴.
- کتاب Collections of International Cartoon Exhbition، چاپ چین، سال ۲۰۰۳، ص ۱۶۶.
- کتاب World Cartoon Gallery، چاپ مقدونیه، سال ۲۰۰۲، ص ۳۰.
- کتاب The Best Cartoons of Nippon 2002، چاپ ژاپن، سال ۲۰۰۲، ص ۶۰.
- کتاب 1st International Cartoon Contest in Malmoe، چاپ سوئد، سال ۲۰۰۴.
- روزنامهٔ ندای قومس، (در تاریخ ۳ بهمن ۱۳۷۹)، سال دهم شمارهٔ ۳۶۲، ص ۶.
- ماهنامهٔ گل‌آقا، مرداد ۱۳۷۷، سال هشتم شمارهٔ ۸۳، ص ۱۲
- روزنامهٔ La Stampa، چاپ ایتالیا، (در تاریخ ۱۷ سپتامبر ۲۰۰۱)، ص ۳۰
- روزنامهٔ ایران، (در تاریخ ۱ خرداد ۱۳۷۸)، سال پنجم، شمارهٔ ۱۲۳۶، ص ۵.
- فصلنامهٔ جستارهای شهرسازی، تابستان ۱۳۸۱، شمارهٔ دوم ص ۷۱.
- هفته‌نامهٔ مهر، (در تاریخ ۲۱ تیر ۱۳۸۲)، شمارهٔ ۶، ص ۲۵.
- روزنامهٔ ایران، (در تاریخ ۷ مهر ۱۳۷۹)، سال ششم، شمارهٔ ۱۶۳۲.